# Schloss Bessonies

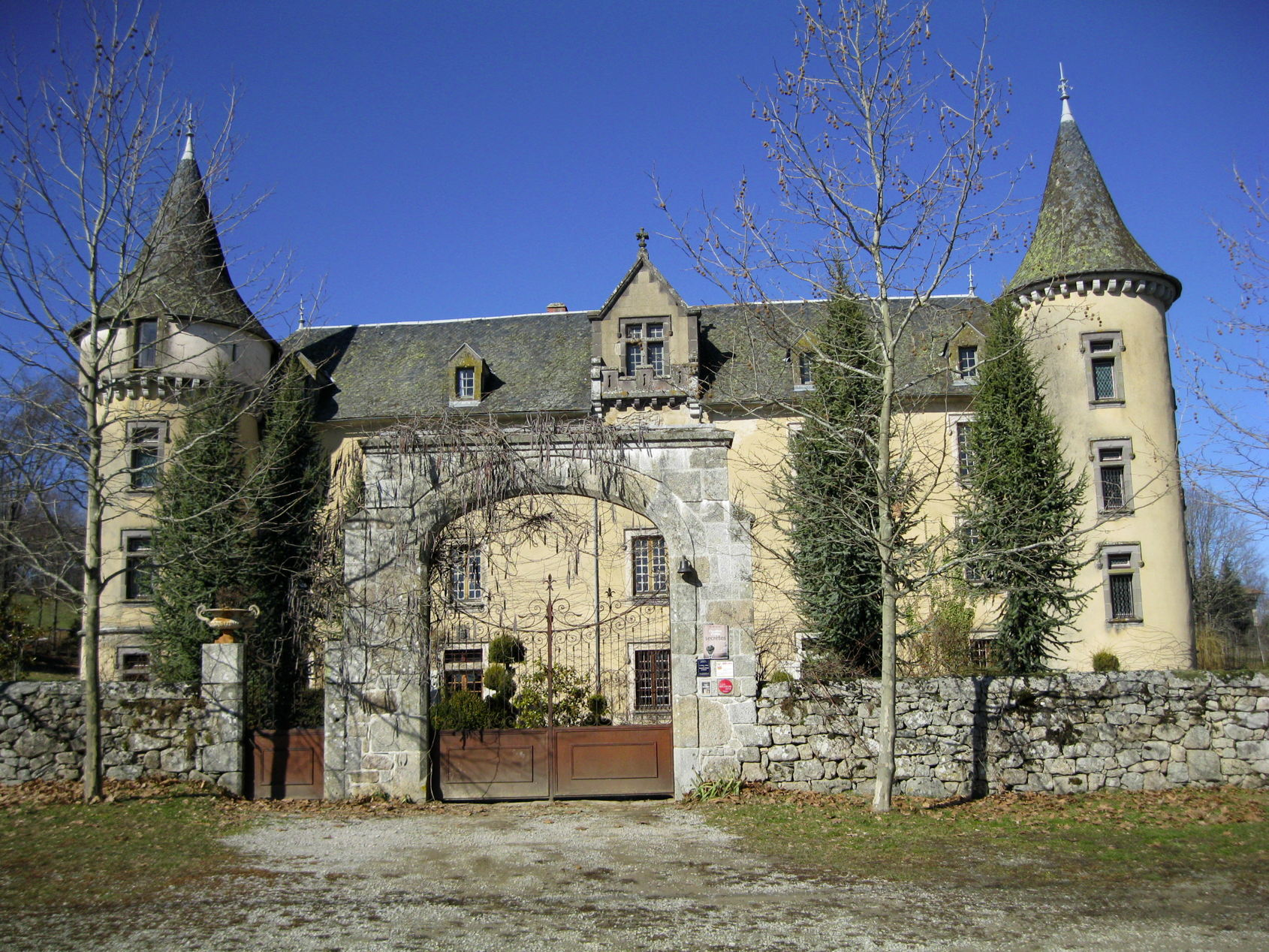
Eingang des Schlosses

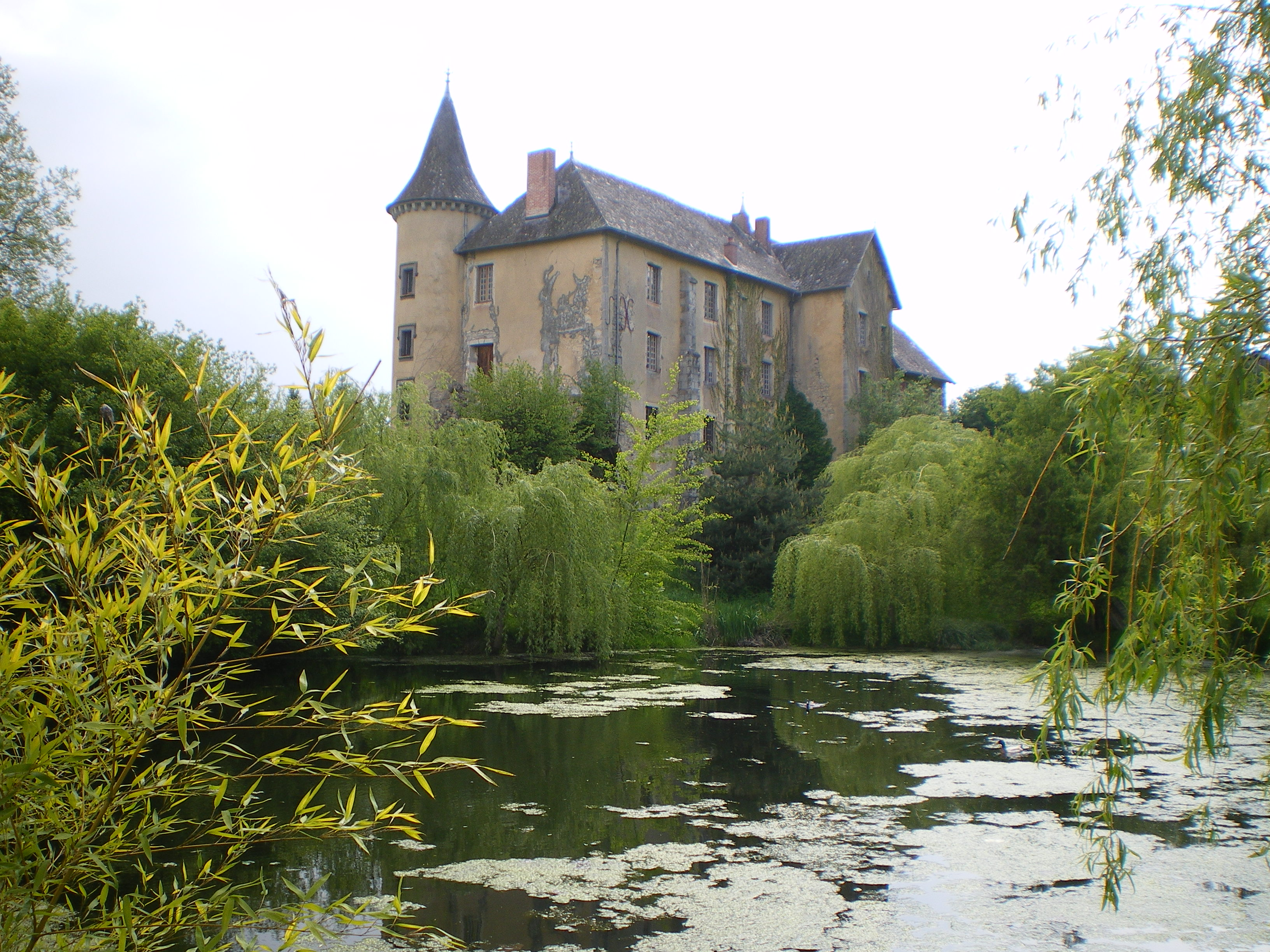
Schloss Bessonies

Das Schloss Bessonies (französisch Château de Bessonies) ist ein kleines Schloss in der Gemeinde Bessonies im Département Lot der Region Okzitanien, 12 Kilometer vom Lac du Tolerme und 37 Kilometer von Figeac entfernt. Es besteht aus einem Logis mit zwei Rundtürmen an den südlichen Ecken und ist von einem zwei Hektar großen Park umgeben.

## Geschichte
Das Schloss wurde im Jahr 1555 erstmals erwähnt und war Stammsitz der Herren von Bessonies, einer Adelsfamilie, die neben der Seigneurie Bessonies noch zahlreiche weitere Güter in der Quercy und der Rouergue besaß. 1730 ließ René de Bessonies das Stammschloss seiner Ahnen instand setzen.
Im Jahre 1789 befand es sich im Besitz von Jean Joseph René (I.) de Bessonies, königlichem Gouverneur von Figeac, der zur Hinrichtung unter der Guillotine verurteilt worden war, aber durch den Sturz von Robespierre der Enthauptung entkommen konnte. Sein Schloss war jedoch während seiner Haft geplündert und verwüstet worden. Jean Josephs Sohn Ambert war während der Französischen Revolution emigriert, um der Verfolgung durch Revolutionäre zu entgehen. Nach seiner Rückkehr nach Frankreich heiratete er die Cousine der Frau von Michel Ney, Maréchal d’Empire. Weil Ney während der Herrschaft der Hundert Tage wieder in Napoleons Dienste getreten war, wurde er nach dessen endgültiger Abdankung und der Rückkehr König Ludwigs XVIII. wegen Hochverrats gesucht und fand bei seinen Verwandten im Schloss Bessonies Zuflucht. Dort wurde er am 3. August 1815 verhaftet, zunächst darin festgesetzt und dann nach Paris gebracht, wo er letztendlich hingerichtet wurde. Ambert de Bessonies Sohn Jean Joseph René (II.) musste seinen Abschied aus königlichen Diensten nehmen und wurde auf seine Güter verbannt. Er starb kinderlos im Jahr 1871 und vermachte all seinen Besitz seinem Neffen Edgard d’Arnaldy-Destroa, einem Sohn seiner Schwester Marie Charlotte Louise. Schließlich erbte dessen älteste Tochter Eugénie Julie Aglaé den Besitz in Bessonies.
Nachdem das Schlossgebäude mehr als 60 Jahre lang leergestanden und das Anwesen vernachlässigt worden war, fand es 2001 eine neue Eigentümerin, die es restaurierte und dort heute Fremdenzimmer eingerichtet hat. Einige Räume im Erdgeschoss können im Rahmen einer Führung besichtigt werden. Dazu zählen die detailgetreu restaurierte Kammer und die Bibliothek, in der Ney festgesetzt worden war.